# Medalha Gibbs Brothers
O Medalha Gibbs Brothers (em inglês:  Gibbs Brothers Medal), é um prémio concedido pela National Academy of Sciences.
O prémio é financiado pelo Fundo Gibbs Brothers, oferecido por William Francis Gibbs e Frederic H. Gibbs e premeia as contribuições notáveis no campo da arquitetura naval e engenharia marítima.

## Laureados[1]
- 1965 - Frederick Henry Todd
- 1967 - Alfred Adolf Heinrich Kiel
- 1970 - Henry A. Schade
- 1974 - Phillip Eisenberg
- 1976 - John Charles Niedermair
- 1979 - Matthew Galbraith Forrest
- 1988 - Leslie A. Harlander
- 1991 - Bruce G. Collipp
- 1993 - Olin J. Stephens II
- 1995 - Owen H. Oakley
- 1997 - William B. Morgan
- 1999 - Justin E. Kerwin
- 2001 - Edward E. Horton
- 2003 - Alfred C. Malchiodi
- 2006 - Donald Liu
- 2009 - Keith W. Tantlinger
- 2012 - Robert G. Keane, Jr.
- 2017 - Jerome H. Milgram